# Santa Maria della Pietà al Colosseo
Santa Maria della Pietà al Colosseo är en kyrkobyggnad i Rom, helgad åt Jungfru Maria. Kyrkan är belägen i Colosseum i Rione Celio och tillhör församlingen Santa Maria in Domnica alla Navicella.

## Beskrivning
Enligt traditionen led många kristna martyrdöden i Colosseum, bland andra Ignatius av Antiokia (död 107 e.Kr.). Kyrkan ansåg att Colosseum blev konsekrerat av martyrernas blod. År 1519 uppfördes ett litet kapell i amfiteaterns östra del. 
År 1675 gav påve Clemens X i uppdrag åt Giovanni Lorenzo Bernini att rita en större, kupolförsedd kyrka i Colosseum, men detta projekt kom aldrig att förverkligas. Omkring år 1700 lade Carlo Fontana fram ett förslag till en kyrka i Colosseum, men inte heller detta kom att realiseras.